# Bowler Wildcat

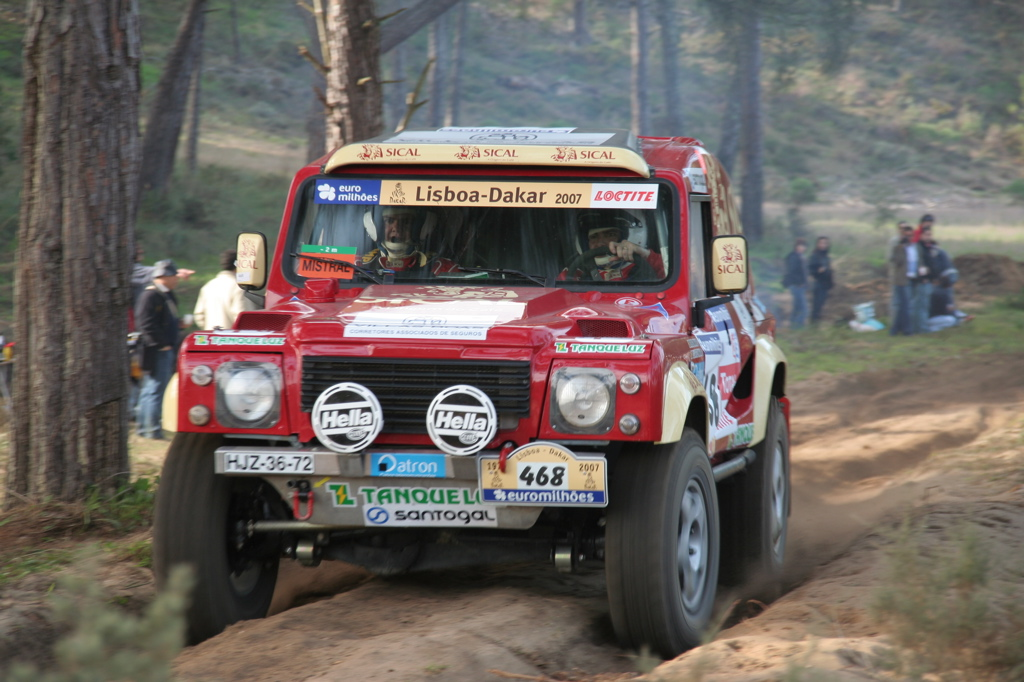
Een Bowler Wildcat gedurende de Dakar-rally in 2007.

De Bowler Wildcat is een off-road voertuig gemaakt door Bowler. Het is gemaakt van een lichtgewicht spaceframe  (het duurt drie weken om dit frame te lassen) en een polyester carrosserie. Het is op basis van de Land Rover Discovery 2 waarvan hij eigenlijk de assen gebruikt. De auto is een combinatie van diverse Landrover onderdelen en onderdelen van Bowler zelf. Hij heeft een 300 pk sterke motor, waardoor hij in minder dan 5 seconden naar 100 km/u spurt. Ondanks zijn hoge kostprijs van ongeveer 50.000 Britse Pond is hij zeer gewild bij rallyteams over de hele wereld. Dit komt door de eenvoud van de auto.
Onderdelen zijn vaak uitwisselbaar met standaard onderdelen. 